# Flavon
Flavon és un antic municipi italià, dins de la província de Trento. L'any 2007 tenia 535 habitants. Limitava amb els municipis de Cunevo, Denno, Nanno, Terres i Tuenno.
L'1 de gener 2016 es va fusionar amb els municipis de Cunevo i Terres creant així el nou municipi de Contà, del qual actualment és una frazione.

## Administració
| Període | Identitat     | Partit        |
| ------- | ------------- | ------------- |
| 2005-   | Emiliano Tamè | Llista cívica |